# فردین کوراوند
فردین کوراوند متولد  اهواز، شاعر، روزنامه نگار خوزستانی، فعال مطبوعاتی و رئیس "انجمن قلم شهرزاد" و انجمن شعر "سه شنبه های مهربان کتابخانه تخصصی خوزستان‌شناسی علوم‌ایران" است.

## فعالیت ادبی
فردین کوراوند، فعالیت خود را از سال ۱۳۷۷ با مطبوعات و صفحه ادبی نشریات آغاز کرد و در حوزه داستان‌نویسی، شعر و ترانه‌نویسی فعالیت داشته‌است.

او دبیر بخش داستان جُنگ ادبی «پُـل»؛ ماهنامه ادبی «دوشنبه عصر»، دبیر چهار دوره «جشنواره داستان خوزستان» و داور چندین جشنواره شعر و داستان بوده‌است.

او هم چنین گردآورنده کتاب آیینه ای رو به جهان و مجموعه شعر رودخانهٔ رؤیا (دربارهٔ کارون) هست.
وی هم‌اکنون مسئول «کانون ادبی کتابخانه مرکزی خوزستان» و عضو هیئت مدیره «انجمن شعر اهواز» می‌باشد.

## نمونه شعر
(۱)
	[غزل شلیک]	
شلیک کن!
این طالعِ خونینِ عاشق بود
همواره سهمِ سینه‌ی عاشق، شقایق بود
شلیک کن! از قرن‌های‌ قرن در این خاک
سهمِ زنان زندان‌وُ، سهمِ مردها دِق بود
از سِیلِ بنیان‌کن بپرس و، خِیلِ موجی‌ها
پایان آن شب‌ها کدامین صبحِ صادق بود؟
هر دسته‌ی چاقو، زمانی سروی آزاد و
هر تخته‌پاره روزگاری دور قایق بود
این گرگ‌های گلّه‌دار این رمّه‌های رام
مصداقِ ننگینِ «خلایق هر چه لایق» بود
ای حصر! ای قصرِ تب و توفان! -شبت روشن-
هر بار ایوانت، به رنگی، گرمِ هِق‌هِق بود
یک‌ فصل سُرخ از هُرمِ خونِ «شیر علی‌ مردان»
یک‌ فصل سبزِسبز چون میرِ حقایق بود
یک‌ سو جدالِ تیغ‌ و رگ در فینِ کاشان و
یک‌ سو غروبِ سرد و تاریکِ «مصدّق» بود
شلیک کن! –ای دستِ پنهان در سیاهی‌ها!-
این ما وُ، این قلبی که روزی سخت عاشق بود.

(۲)
[خونِ رگ‌های امیر]	
آب فوّاره شد و، قصدِ شکستن دارد
تیر در اوج شد و، حُکمِ نشستن دارد
دیرگاهی‌ست که در قصه‌ی این رستم‌ها
تیغ در سینه‌ی سُهراب، نشستن دارد
در رگِ سردِ ملیجک‌صِفتان نبضی نیست
خونِ رگ‌های «امیر»ست که جَستن دارد
ای که از شادیِ آبادیِ ما غمگینی!
ای‌که دستت همه‌جا امر به بستن دارد!
در فرو رفتنِ ما، عزمِ فرا رفتن‌هاست
کِرم در پیله‌ی خود فرصت رَستن دارد
«آب» هرچند که «نور»ست، ولی گاهی هم
سَیَلان می‌کند وُ، خشمِ شکستن دارد
عاقبت، پاره به دندانِ زمان خواهی دید
گِرِهی را که‌به‌انگشت گُسستن دارد

(۳)
[اعتراف]	
چه می‌تواند باشد «روز»؟
این کتابِ گشوده به رنج،
این شیپورِ دَمیده از دهانِ گور.
چه می‌تواند باشد
این «روز»؟

شاخی             از شکوفه،
حلقی              از فریاد،
آبستن است.
قطار رفته است
و انبوهِ باکرگان
خطوطِ ماتِ راه‌آهن را جویده‌اند.
اَنار به «میلاس» وُ
ریواس به «آبغار»
ای خونِ بی‌تقاصِ تیغ!
ای خونِ بی‌تقاصِ تیغ!
چه می‌تواند باشد این «زن»؟
با وَرَمی به چهره وُ
حروفی هراسان
که عریانیِ عورت را
پنهان می‌کنند.
می‌غَلتَم
و مسافرانِ تازه را
با پوستی پُر تاوَل به‌جا می‌آورم.
ای خونِ بی‌دریغِ تیغ!
چه می‌تواند باشد «زخم»؟
وقتی
جَنینِ جُنون
از خالیِ سرخِ ناخُن‌هایم
«سُرب» و «عربَده» مَکیده است.
پی نویس:
میلاس و آبغار:
دو قریه در شرق خوزستان و در حوزه‌ی جغرافیایی ایذه و باغملک.
انار و ریواس:  از روییدنی‌های این خطه.
(۴)
[غزل تسخیر]	
(هیزم کن وُ، در کوره‌ی ایمان بسوزان
آن منبری که عشق را تعزیر کرده…)

زیبایی‌ات آیینه را تسخیر کرده
هفت‌آسمان را باز غافلگیر کرده
هول و ولای بوسه از کندوی لب‌هات
زنبورهای کارگر را پیر کرده
ای چشم‌هایت کوره‌راهِ صَعبِ تَبَّت!
چشمت مرا آواره‌ی پامیر کرده
رازی‌ست در ابریشمِ مویت که یک عمر
پروانه را از پیله‌بودن سیر کرده
رازی که خوابِ کودکانِ مصر را هم
درگیرِ رؤیاهای بی‌تعبیر کرده
پیرانِ دنیادیده را -نارنج در دست-
مبهوت/ از آن‌/ خنده‌ی بی‌پیر کرده
-نه گاوهای فَربه که‌– شیرِ دُژَم را
آهوی چشمانِ تو در زنجیر کرده
وقتی‌که «هستِ» تو «نبودِ» هر چه «هست» است
یعنی که قانونِ زمین تغییر کرده
یعنی غزالی در کنارِ چشمه‌ی آب
خون در دِلِ مُشتی پلنگ و شیر کرده
فَتح‌الفُتوحی که تو با یک غمزه کردی
جیش‌العرب یک قرن با شمشیر کرده
سوی تو می‌آید، که مرز عشق باشی،
جانی که «آرش» در کمان و تیر کرده
عاشیقِ آذربایجان –فرسنگ‌فرسنگ-
نت‌های لبخندِ تو را تفسیر کرده
تو نوحِ طوفان‌بانی وُ من ساحلی رام
دریا به دریا کشتی‌ات تأخیر کرده
ای نوشدارو! کاشکی دیگر نگویند:
«آمد
ولی
-دردا… دریغا-
دیر کرده»
(۵)
چون جذبه‌ی شعر نرم و طوفانی بود
چون عشق تبی عیان و پنهانی بود
هم ساده و هم شگفت و هم رعب‌آور
آمیزه‌ای از سعدی و خاقانی بود.

شعرهای کوتاه	
(۶)
[برای: نرجس خان‌علی‌زاده]
غَلتیده‌ام
در تَنازُعِ عُفونت و الکل.

در سُفره‌ی سُرفه‌ها
گرمای مرگ
رنگین است.

(۷)
سرودِ ملّیِ سرو
در
جمهوریِ خودمختارِ خورشید.
(گنجشک‌ها می‌خوانند)

(۸)
رها در موجاموجِ زخم
به ساحلِ تو می‌رانم
از شارعِ تاریکِ تیغ
ای شراعِ بی‌دریغِ نور!
(۹)

تو
هشتمین هشتگ داغ هشت‌ساعت گذشته‌ای!
آرام باش!
و به تنگیِ گور وُ
زوالِ گلایل‌ها
عادت کن!

(۱۰)
بالیدنِ کِشاله‌ی نور
از جِدارهای نَمور
مرگ
ما را
مهربان‌تر کرده است‌.

## جایزه ادبی ملک الشعرا بهار
فردین کوراوند به عنوان رییس انجمن قلم شهرزاد در دو دوره رتبه برتر ادبی «ملک الشعرا بهار» را از آن خود کرده است و به همین عنوان لوح تقدیر و تندیس جایزه ادبی «ملک الشعرا بهار» را از وزیر فرهنگ و ارشاد اسلامی دریافت کرد.

## آیینه ای رو به جهان
کتاب آیینه‌ای رو به جهان مجموعه گزارش‌هایی از نشست‌های ادبی و فرهنگی نهمین و دهمین نمایشگاه کتاب خوزستان است که به سفارش و حمایت انجمن آثار و مفاخر فرهنگی خوزستان پدید آمده‌است.

این کتاب به کوشش فردین کوراوند و در چهار فصل تألیف، گردآوری و تدوین شده‌است که گزارشِ مشروحِ بیش از ۶۰ رویداد ادبی و فرهنگی در مدت‌زمان برگزاری نمایشگاه‌های کتاب خوزستان در سال‌های ۱۳۹۳ و ۱۳۹۴ است.
فصل‌های این کتاب شامل :

تحشیه بر قصاید باران (گزارش برنامه‌های فرهنگی و ادبی در نهمین نمایشگاه کتاب خوزستان)

پایتخت کتاب (گزارش برنامه‌های فرهنگی و ادبی در غرفهٔ «اهواز پایتخت کتاب ایران» در بیست و هشتمین نمایشگاه بین‌المللی کتاب ایران)

آیینه‌ای رو به جهان (گزارش برنامه‌های فرهنگی و ادبی در دهمین نمایشگاه کتاب خوزستان)

لای علف نفس‌ها (مجموعه‌ای از نقد و گفتگو پیرامون آثار نویسندگان و شاعران خوزستانی)